# Liang Shuming
Liang Shuming (kitajsko 梁漱溟, pinyin: Liáng Shùmíng, W.-G. Liang Shu-ming), kitajski filozof in pisatelj, * 18. oktober 1893, Peking, † 23. junij 1988, Peking.
Bil je novokonfucijanski filozof in pisatelj, ki je poskušal pokazati pomembnost konfucianizma za kitajske težave v 20. stoletju. Verjel je v enotnost misli in delovanja, s čimer je  postal vodja poskusov kmečke organizacije. Bil je aktiven tudi na politični ravni in sicer v stranki Kitajska demokratska liga.

## Življenje
Liang se je rodil v Pekingu. Njegova družina so bili etnični Mongoli iz Guilina in Guangxi izvora. Bil je sin slavnega intelektualca, ki je storil samomor iz obupa nad kitajskim narodom. Imel je sodobno izobrazbo in bil izpostavljen zahodnim literarnim delom. Liang je bil vedno navdušen nad budizmom, vendar se ni nikoli pridružil samostanu zaradi nasprotovanja očeta. Pri šestnajstih letih ni dovolil materi, da bi v njegovem imenu razpravljala o poroki in pri devetnajstih je postal vegetarijanec in to ostal do konca življenja.
Leta 1917 ga je Cai Yuanpei zaposlil na oddelku za filozofijo Univerze v Pekingu, kjer je na podlagi predavanj z naslovom Vzhodne in zahodne kulture in njihove filozofije pripravil vplivno knjigo, ki je izpostavila nekatere doktrine sodobnega konfucianizma. Prikazal je tudi vpliv Henrija Bergsona, zelo priljubljenega na Kitajskem, pa tudi budistične filozofije Yogacare. Čeprav je Liang leta 1920 opustil svojo namero, da postane menih, leta 1921 pa celibat, je budizem vplival nanj do konca življenja. Leta 1918 ga je očetov samomor spodbudil k filozofiji konfucianizma. Njegova vplivna knjiga ikonoklastične in zahodnjaške kitajske inteligentnosti je odsevala sodobno relevantnost kitajske, zlasti konfucijansko kulturo. Opredelitev zahodnega kulturnega stališča kot enega od pomanjkljivih, kitajskega kot harmonije prilagajanja in indijskega kot eskapističnega je Liang po 1. svetovni vojni teoretično preoblikoval tako, da je zahodno kulturo postavil kot prevladujočo; to fazo, je trdil, bo kmalu nadomestilo drugo obdobje, v katerem bi kitajski način prilagodil materialne uspehe zahodne kulture človekovim moralnim in etičnim potrebam. Kasneje naj bi se uveljavila stališča indijske kulture. 
Do 30. let 20. stoletja je Liang verjel, da zahodne metode in doktrine nikoli ne bodo primerne za Kitajsko, vendar bo, ko bo kitajsko podeželje prebudilo razsvetljeno razumevanje, postalo skladišče tradicionalnih konfucijskih vrednot; nadaljevanje boja ali revolucije kitajskega ljudstva bi se zato prenehalo. V ta namen je Liang pomagal ustanoviti Shantung (Shandong) raziskovalni inštitut za obnovo podeželja.
Po kitajsko-japonski vojni so Lianga poslali kot mediatorja komunistične in nacionalistične stranke pri reševanju v njihovih sporih. Po zmagi komunistov leta 1949 so ga občasno preganjali v ideoloških kampanjah, vendar ni hotel priznati nobene napake. 

### Konfucianizem
Konfucianizem je sistem mišljenja, ki je dolga stoletja predstavljal temelj socialne in politične etike, državne doktrine in sistema vrednot tradicionalne Kitajske. Zaradi vsebinskih sprememb, ločujemo zgodnje »konfucijanstvo«, ki je odločno nasprotovalo despotizmu in pa »konfucianizem«, ki je kasneje postal ideologija državnega despotizma. 

## Delo
Liang Shuming je videl konfucianizem kot filozofijo, ki jo je mogoče preseči in obogatiti. V konfucijanski idejni tradiciji so se mu ponudile praktične rešitve za izgradnjo moderne kitajske družbe; povezal bi kulturne razsežnosti s praktičnim delovanjem skupnosti. Bil je prvi predstavnik prve generacije modernega konfucianizma (1921-1949), ob njem sta to obdobje predstavljala tudi Xiong Shili in Feng Youlan. Prizadevali so si za ohranitev konfucijanske filozofije. Skupno jim je poglobljeno ukvarjanje z budizmom, kar je vodilo v iskanje duhovne resnice stran od politične in družbene realnosti. Obračali so se stran od kaotične in kompleksne stvarnosti, značilne za zahodni svet. 
Liang je bil eden redkih zagovornikov tradicije, še posebej konfucianizma in je filozofsko razmišljal o kitajski kulturi. Vseeno ni bil konservativen, zagovarjal je moderne metode in si zamislil nov program obnove, ki je temeljil na socializmu, razvitemu glede na osnovne kitajske značilnosti. Ni želel zgledovanja po zahodnih kulturah, ker to pri kitajski ne more uspeti. Želel se je izogibati komunističnemu in kapitalističnemu sistemu, ki ga je tudi kritiziral.
Prizadeval si je za ruralno rekonstrukcijo, saj je bil mnenja, da so vasi pomemben vidik kitajske kulture in uničevanje le teh je močno vplivalo na tedanjo kitajsko zgodovino. V letih 1933-1937 je bil po mnenju prebivalcev Liang razlog za veliko izboljšav in rekonstrukcijo mesta Zouping v provinci Shandog. Poudarjal je družbo, razvoj znanosti in tehnologije ter eliminacijo prestarih tradicij. Prizadeval si je tudi za povezavo vaškega šolstva z državnim (1931-1933) in za to, da bi imela vsaka vas institucije za raziskovanje, s čimer bi izobraženci lahko prejeli višjo izobrazbo in postali znanstveni svetovalci.

## Vera
Liang je budist; budizem ga zanima že od mladosti. Živel je po lastnem konceptu, da je svet le iluzija in da se mora človek tega zavedati, da lahko svet vid kakršen je in lahko živi svobodno. Nasprotoval je ideji logičnega sklepanja, saj so to le odgovori na konceptualna vprašanja. 
Bil je proti popularni kitajski religiji, ki vsebuje elemente različnih azijskih verstev. Zdelo se mu je preveč primitivno za njihovo kulturo in se zavzemal za konfucianizem, ki bi jih povezalo s kozmosom. 
V svojem delu Razprava o razlikah in podobnostih med konfucianizmom in budizmom je pojasnil, da gre pri konfucianizmu bolj za poudarjanje posameznika in njegove morale, medtem ko je pri budizmu poudarjeno končno spoznanje. 

## Knjige
Liang je leta 1921 je izdal esej primerjave Bergsonove filozofije in neobudistične teorije čiste zavesti, v katerem je predstavil filozofijo življenjske sile.

### Vzhodne in zahodne kulture in njihove filozofije
Istega leta je izdal tudi svoje glavno filozofsko delo Vzhodne in zahodne kulture in njihove filozofije, ki je nastalo pod vplivom filozofa Lianga Quichao.
V tem delu se je Liang veliko ukvarjal s pojmom intuicije (termin 'zhijue'), kateremu nasproten je razum. To nasprotovanje loči zahodno kulturo, ki temelji na razumu, od kitajske, pri kateri je v ospredju intuicija. 
Vprašal se je, kaj je kultura in zapisal, da je to življenjski stil ljudi. Na vprašanje, kaj je življenje, pa je odgovoril, da je to izraz neusahljive volje in želje po tem, da bi bili vedno zadovoljni, kar pa ljudje nikoli niso.
Predstavil je svoje videnje kitajske, indijske in evropsko-ameriške (zahodne) kulture in njihovih filozofij. Zahodna stremi k napredku, individualnemu zadoščenju in iskanju materialnih dobrin. Za indijsko kulturo je značilen občutek resignacije in identifikacija življenja s trpljenjem, kar vodi v pasivnost. Vdani so v usodo in si postavljajo transcendenčna vprašanja o smislu življenja. Kitajsko kulturo zaznamuje odličnost v reševanju emocionalnih problemov, vzdrževanje harmonije v družbenih in družinskih odnosih in predstavlja želeno sredino ostalih dveh civilizacij. Civilizacija prihodnosti naj bi bila po njegovem mnenju obnovljena kitajska civilizacija (humanistične vrednote Kitajske naj bi prevladale nad evropskim individualizmom in znanostjo).
Trdil je, da volja določa življenje in življenje kulturo. Zapisal je tri orientacije volje: spreminjanje okolja, da ustreza človekovi volji, sprememba volje, da ni potrebe po spreminjanju okolja in izločitev volje, da ni želje po ničemer, zaradi razumevanja da je življenje iluzija. To niso različni načini, ampak razvoj mišljenja (zahodni svet ustreza prvi, Kitajska drugi in Indija tretji).

### Vidiki kitajske kulture
V delu Vidiki kitajske kulture je primerjal zahodno in kitajsko družbo ter tako povzel, da družba ustvari kulturne faktorje, iz katerih se rodi kultura. Družba je sestavljena iz treh oblik: skupnosti, družine in posameznikov. 
Liang verjame, da se je Kitajska osredotočala na pomembnost družine, medtem ko je zahodni svet poudarjal vlogo posameznika in njegov odnos s skupnostjo. 